# Nel giorno più splendente
Nel giorno più splendente (Brightest Day) è una serie a fumetti che cominciò nell'aprile 2010. La storia segue la fine di La notte più profonda e racconta di come le conseguenze di questi eventi influenzano l'intero Universo DC.

## Trama
Alla fine di La notte più profonda, dodici tra eroi e criminali furono resuscitati per scopi sconosciuti. Nel giorno più splendente si narra delle imprese di questi eroi e criminali mentre tentano di venire a conoscenza del segreto dietro la loro salvezza.
Nel giorno più splendente n. 7 svelò che i dodici resuscitati dovevano completare una missione individuale data loro dall'Entità della Lanterna Bianca. Se avessero portato a termine la missione a loro assegnata, la loro vita gli sarebbe stata restituita.

## Assegnazioni
- Il Professor Zoom aiutò a liberare Barry Allen dalla Forza della velocità. (Menzionato in The Flash: Rebirth n. 4)
- Jade bilanciò l'oscurità. (Mostrato in Justice League of America n. 48)
- Osiris liberò Isis, la dea della natura. (Mostrato in Titans n. 32)
- Maxwell Lord fermò Magog dal compiere gli eventi visti in Kingdom Come. (Mostrato in Justice League: Generation Lost n. 13)
- Hawkgirl prevenne che Hath-Set uccidesse Hawkman. (Mostrato in Nel giorno più splendente n. 18)
- Hawkman chiuse il portale dimensionale tra Hawkworld e la Terra. (Mostrato in Nel giorno più splendente n. 18)
- Aquaman riuscì ad arruolare il nuovo Aqualad al suo fianco prima che lo facessero gli "altri". (Mostrato in Nel giorno più splendente n. 20)
- Martian Manhunter bruciò la foresta marziana, uccise D'Kay D'razz e scelse di dedicarsi alla sola protezione della Terra. (Mostrato in Nel giorno più splendente n. 21)
- Jason Rusch e Ronnie Raymond sconfissero la corruzione della Lanterna Nera nella loro Matrice Firestorm prima che questa potesse distruggere l'universo. (Mostrato in Nel giorno più splendente n. 22)
- Capitan Boomerang lanciò un boomerang a Colomba. (Mostrato in Nel giorno più splendente n. 24)
- Falco fu assegnato alla presa del boomerang lanciato da Capitan Boomerang, ma fallì. (Mostrato in Nel giorno più splendente n. 24)
- Boston Brand avrebbe dovuto trovare il nuovo campione che avrebbe portato la luce bianca della vita e prendere il posto dell'Entità. (Si rivelò essere Alec Holland, il nuovo Swamp Thing come descritto in Nel giorno più splendente n. 24)

## Storia editoriale
La serie, scritta da Geoff Johns e Peter Tomasi, fu pubblicata due volte al mese per 24 numeri (25 se si include il n. 0) alternandolo con Justice League: Generation Lost scritto da Keith Giffen e Judd Winick. Johns discusse del tema generale:
«Nel giorno più splendente è a proposito delle seconde opportunità. Credo che fu ovvio dal primo giorno che ci sono piani maggiori per gli eroi e i criminali di Aquaman per portarli al centro dell'Universo DC, tra molti altri, post-La notte più profonda. Nel giorno più splendente non è una bandiera o una vaga accettazione di ogni direzione per l'Universo DC, è una storia. Né La notte più profonda è un segno che l'Universo DC sta solo a supereroi tutti "luce e splendore". Alcune seconde possibilità funzionano...altre no».
Nel giorno più splendente comparve anche nelle serie Green Lantern, Corpo delle Lanterne Verdi, Justice League of America, The Titans e The Flash. Fu poi annunciato che Gail Simone sarebbe ritornata per un nuovo volume del fumetto Birds of Prey, che sarebbe stato sotto la stessa insegna. Altri collegamenti inclusero il primo numero del rilancio di Freccia Verde e Justice Society of America. Jeff Lemire scrisse l'auto conclusivo Nel giorno più splendente: Atomo con illustrazioni di Mahmud Asrar, che agì da trampolino per una storia di Atomo che facesse da co-protagonista in Adventure Comics con lo stesso team creativo.
La serie Lanterna Verde vide tra le sue pagine i personaggi Atrocitus, Larfleeze, Saint Walker, e Indigo-1 in una storia dal titolo "Nuovi Guardiani". All'Emerald City Comic-Con 2010, Johna affermò anche che Firestorm sarebbe stato uno dei "personaggi principali" in Nel giorno più splendente.
Il primo numero, il n. 0, fu illustrato da Fernando Pasarin. David Finch, un nuovo artista esclusivo della DC, illustrò le copertine per l'intera serie
.
Nel giugno 2010, lo scrittore Geoff Johns annunciò che l'evento Nel giorno più splendente sarebbe stato utilizzato anche per introdurre Jackson Hyde, il nuovo Aqualad per la serie animata Young Justice, nell'Universo DC. Similarmente, il numero finale della serie reintrodusse Swamp Thing e John Constantine nel flusso principale dell'Universo DC dopo molti anni trascorsi dai due sotto la filiale della DC, la Vertigo.

## Riassunto
La storia ha inizio il giorno dopo la conclusione di La notte più profonda mostrando Boston distruggere la sua tomba. Lì vicino cade un uccellino dal suo nido e muore, ma viene subito riportato in vita dall'anello bianco indossato da Boston. L'anello quindi trasporta l'eroe da chiunque sia stato resuscitato e lui (mentre è ancora invisibile) vede come questi eroi e criminali riportati in vita stanno celebrando questo avvenimento. Boston quindi chiede all'anello perché gli sta mostrando tutto ciò; la sua risposta fu che aveva bisogno d'aiuto. Lo portò quindi a Star City per distruggerla e creare una foresta.
Nel frattempo, nel Nuovo Messico, Sinestro scoprì la batteria della Lanterna Bianca. Hal Jordan e Carol Ferris giunsero e tentarono di sollevarla, ma questa non si mosse...

## Fumetti diNel giorno più splendente
- Nel giorno più splendente (mensile doppio, 25 numeri incluso il n. 0) si concentra sui resuscitati Deadman, Hawkman, Hawkgirl, Martian Manhunter, Aquaman, e Firestorm.
- Green Lantern (dal n. 53 al n. 62) si concentra su Hal Jordan, così come agli altri rappresentanti degli altri Corpi delle Lanterne mentre tentano di prevenire la cattura di tutte le Entità dello Spettro emozionale che infine portò alla Guerra tra i Corpi delle Lanterne.
- Corpo delle Lanterne Verdi (dal n. 47 al n. 57) si concentra su Kyle Rayner, John Stewart, e Ganthet mentre affrontano la rivolta delle Lanterne Alpha e il ritorno degli Armieri di Qward fino all'esplosione della Guerra tra i Corpi delle Lanterne.
- Green Lantern: Emerald Warriors (dal n. 1 al n. 6) si concentra su Guy Gardner, Kilowog, Arisia, Sodam Yat e la Lanterna Rossa Bleez mentre mettono in moto un piano salva-universo contro un nuovo nemico nascosto per evitare la Guerra tra i Corpi delle Lanterne.
- Atom: Brightest Day Special è un'auto conclusivo che fu lanciato come collegamento a Nel giorno più splendente, ma che è in realtà un'introduzione alla miniserie di Atomo contenuta in Adventure Comics.
- Birds of Prey (dal n. 1 al n. 6) si concentra sul resuscitato Falco così come la connessione di Colomba con la Luce Bianca.
- The Flash (dal n. 1 al n. 7) ha come protagonista il resuscitato Capitan Boomerang.
- Freccia Verde (dal n. 1 al n. 12) si concentra sulla foresta di Star City che spuntò dall'anello bianco del potere.
- Justice League of America (dal n. 44 al n. 48) si concentra sulla resuscitata Jade mentre tenta di salvare suo fratello e suo padre dal controllo della Starheart.
- Justice League: Generation Lost (mensile doppio, 24 numeri) si concentra su Booster Gold, Capitan Atomo, Fire, e Ice mentre tentano di ritrovare il resuscitato Maxwell Lord.
- Justice Society of America (tre numeri, dal n. 41 al n. 43) che è parte della storia condivisa con Justice League of America.
- Titans (dal n. 24 al n. 28) si concentra sul resuscitato Osiris mentre si unisce alla squadra di criminali guidati da Deathstroke, e composta dall'Uomo Tatuato, Cheshire e il nuovo personaggio di nome Cinder. Un'aggiunta speciale chiamata Titans: Villains For Hire precede il n. 24 e ha a che fare con la morte di Ryan Choi, il quarto Atomo, per mano dei criminali. Accidentalmente il n. 28 fu l'ultimo ad essere etichettato come collegamento a Nel giorno più splendente.

### Serie coinvolte, ma non accreditate, sotto il titolo deNel giorno più splendente
- Action Comics (cominciando con i numeri dall'890 al 900) si concentra su Lex Luthor e sul suo viaggio universale per localizzare l'energia del Corpo delle Lanterne Nere. Accidentalmente il n. 890 fu inserito sotto La notte più profonda Aftermath.
- Booster Gold dal n. 33 al n. 43 si concentra su elementi per la ricerca di Maxwell Lord in Justice League: Generation Lost.
- Power Girl dal n. 13 al n. 23 è vagamente collegata con Justice League: Generation Lost.
- Untold Tales from Blackest Night n. 1 (ottobre 2010) mentre il numero fu stampato sotto La notte più splendente questo auto conclusivo si collega vagamente a Nel giorno più splendente n. 11 e n. 12, Green Lantern n. 59, e Freccia Verde n. 5, che coinvolgono tutti il Corpo delle Lanterne Nere.
- Green Lantern: Larfleeze Christmas Special mentre non è collegato a Nel giorno più splendente, questo numero è un'auto conclusivo che si concentra sul fraintendimento del significato del Natale da parte di Larfleeze.
- Shazam! n. 1, questo auto conclusivo si connette vagamente con la missione di Osiris al fine di salvare sua sorella.
- Teen Titans n. 83 spiega perché Blue Beetle avrebbe voluto prendere un periodo di assenza dai Titans, e anche gli eventi di Generation Lost n. 2 sono menzionati indirettamente.
- War of the Green Lanterns è una storia che incrocia tre fumetti di Lanterna Verde, ed è la continuazione diretta della storia de Nel giorno più splendente.

## Brightest Day Aftermath: The Search
A giugno una miniserie di tre numeri coinvolse il ritorno di John Constantine nell'Universo DC e il suo tentativo di convincere Superman e Batman che lo scelto Alec Holland (il nuovo Swamp Thing) come nuovo protettore della Terra è inevitabile e che questo personaggio deve morire, così che la sua anima possa fondersi con Il Verde  Archiviato l'11 agosto 2012 in Internet Archive..
- Brightest Day Aftermath: The Search n. 1, 32 pagine, 22 giugno 2011[13]
- Brightest Day Aftermath: The Search n. 2, 32 pagine, 27 luglio 2011[13]
- Brightest Day Aftermath: The Search n. 3, 32 pagine, 24 agosto 2011

## Raccolte
La serie fu raccolta in un numero di volumi:
- Brightest Day Volume One (raccoglie Nel giorno più splendente dal n. 0 al n. 7, 256 pagine, copertina rigida, dicembre 2010, ISBN 1-4012-2966-2; copertina spillata, dicembre 2011, ISBN 1-4012-3276-0)
- Brightest Day Volume Two (raccoglie Nel giorno più splendente dal n. 8 al n. 16, 240 pagine, copertina rigida, maggio 2011, ISBN 1-4012-3083-0; copertina spillata, maggio 2012, ISBN)
- Brightest Day Volume Three (raccoglie Nel giorno più splendente dal n. 17 al n. 24, 280 pagine, copertina rigida, settembre 2011, ISBN 1-4012-3216-7)

Altri titoli raccolti:
- Birds of Prey Volume One: Endrun (raccoglie Birds of Prey vol. 2 dal n. 1 al n. 6, 160 pagine, copertina rigida, maggio 2011, ISBN 1-4012-3131-4)
- The Flash Volume One: The Dastardly Death of the Rogues (raccoglie The Flash vol. 3 dal n. 1 al n. 6 e The Flash Secret Files 2010 n. 1, 208 pagine, copertina rigida, febbraio 2011, ISBN 1-4012-2970-0; paperback, gennaio 2012, ISBN 1-4012-3195-0)
- Green Arrow Volume One: Into the Woods (raccoglie Green Arrow vol. 5 dal n. 1 al n. 7, 192 pagine, copertina rigida, luglio 2011, ISBN 1-4012-3073-3)
- Green Lantern: Brightest Day (raccoglie Green Lantern vol. 4 dal n. 53 al n. 62, 256 pagine, copertina rigida, giugno 2011, ISBN 1-4012-3181-0, copertina spillata, maggio 2012, ISBN 978-1-4012-3141-5)
- Green Lantern Corps: Revolt of the Alpha Lanterns (raccoglie Green Lantern Corps vol. 2 dal n. 21 al n. 22 e dal n. 48 al n. 52, 176 pagine, copertina rigida, maggio 2011, ISBN 1-4012-3139-X)
- Green Lantern: Emerald Warriors Volume One (raccoglie Green Lantern: Emerald Warriors dal n. 1 al n. 7, 176 pagine, copertina rigida, agosto 2011, ISBN 1-4012-3079-2)
- Justice League: Generation Lost Volume One (raccoglie Justice League: Generation Lost dal n. 1 al n. 12, 320 pagine, copertina rigida, aprile 2011, ISBN 1-4012-3020-2; paperback, febbraio 2012, ISBN 1-4012-3225-6)
- Justice League: Generation Lost Volume Two (raccoglie Justice League: Generation Lost dal n. 13 al n. 24, 320 pagine, copertina rigida, ottobre 2011 ISBN 1-4012-3283-3)
- Justice League of America: the Dark Things (raccoglie Justice League of America dal n. 44 al n. 48, Justice Society of America n. 41 e n. 42).